# Буэнкамино, Фелипе
Фелипе Буэнкамино (исп. Felipe Buencamino; 23 августа 1848, Сан-Мигель де Майумо, провинция Булакан, Филиппины — 6 февраля 1929, Манила, Филиппины) — филиппинский военачальник и государственный деятель, министр иностранных дел Филиппин (1899).

## Биография
Его первоначальной фамилией была Магалиндаан, пока под давлением испанский властей она не была изменена на Буэнкамино. В возрасте одиннадцати лет перебрался в филиппинскую столицу Манилу, где окончил среднюю школу. В 1868 г. окончил Университет Санто-Томас, получив диплом бакалавра искусств.
Трудовую деятельность начал работать переписчиком в родном университете. За поддержку оппозиционных воззваний был арестован, освобожден через четыре мясцо решением испанского генерал-губернатора Филиппин.
В 1884 г. поступил на службу в качестве риэлтора в фирму Audienciaof Manila. Позже он был назначен налоговым инспектором: а затем временным судьей в Батанесе (1886) и в Таябасе (1888). После начала Филиппинской революции оставался верным испанцам. Получив звания лейтенанта, принимал участие в битвах в Каманси и на горе Араят. В октябре 1897 г. был награжден бронзовым крестом, ему был присвоен чин подполковника и он был назначен командиром 800-го волонтерского корпуса. С корпусом он сражался в битвах в Сан-Антонио-Абаде, мосте Запоте и Мантинглупе. Вскоре он становится полковником. Однако в определенный момент был заподозрен в шпионаже, арестован и заключен в тюрьму Осарио в Кавите. И хотя он достаточно быстро освобожден испанским генерал-губернатором, но после таких событий решил присоединиться к филиппинскому революционному движению.
В 1898 г. после провозглашения генералом Эмилио Агинальдо независимости Филиппин стал одним из членов революционного правительства (Malolos Congress), участвовал в работе комитета, который подготовил Конституцию Филиппин.
В мае 1899 г. был назначен министром иностранных дел. После начала филиппино-американской войны был назначен директором военного трибунала, ушел в отставку в июне 1899 г. 17 ноября 1899 г. был захвачен американцами. После пяти месяцев тюремного заключения в апреле 1900 г. был освобожден. В том же году он основал Федералистскую партию, которая стремилась к сотрудничеству с американцами и включению страны в качестве одного из штатов в состав США. В 1902 г. выступил одним из основателей Независимой филиппинской церкви. Как член организации масонов был мастером филиппинской ложи и секретарем Народной национальной партии.